# Самарканд

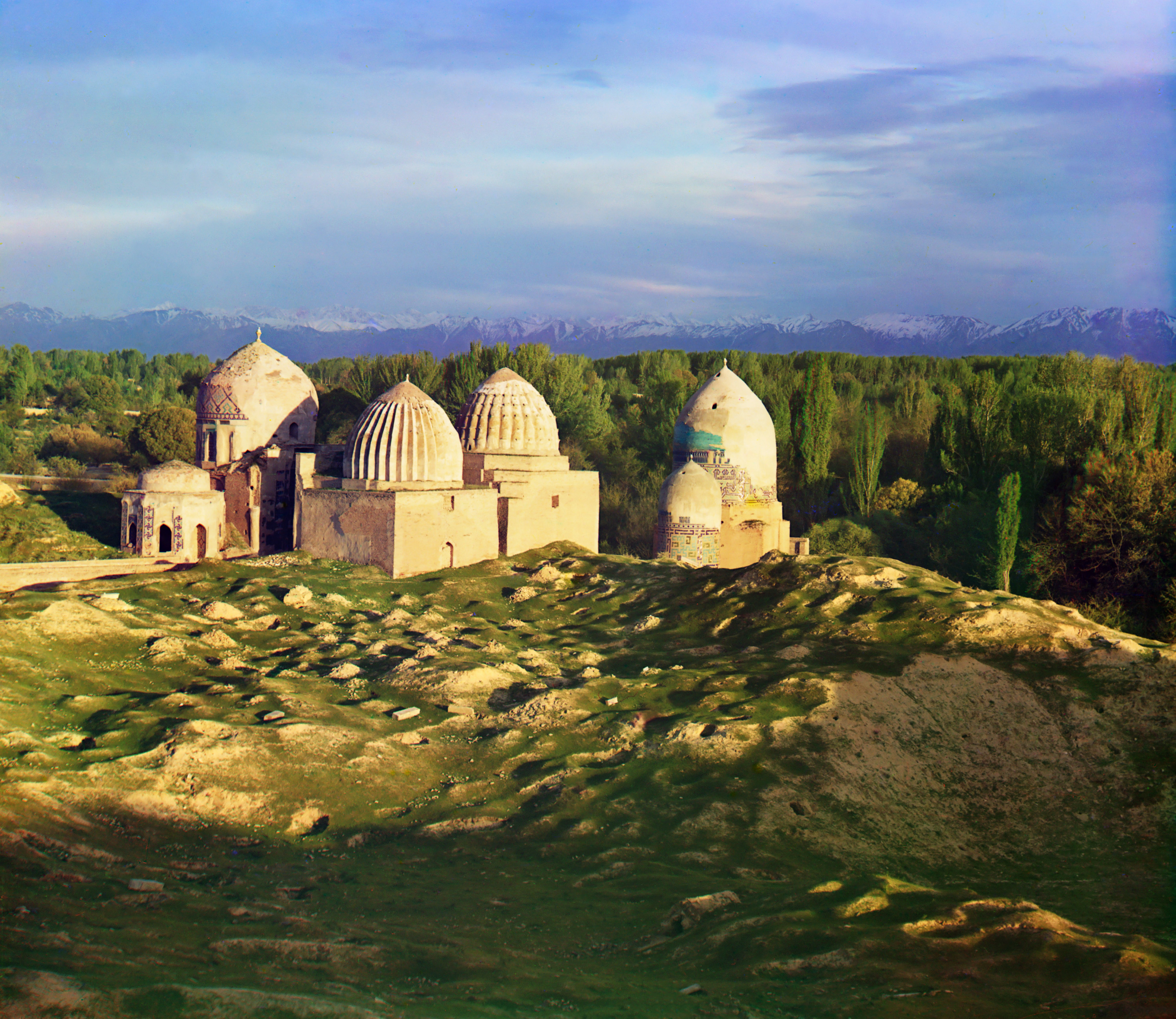
Ансамбль мавзолеїв Шахі-Зинда

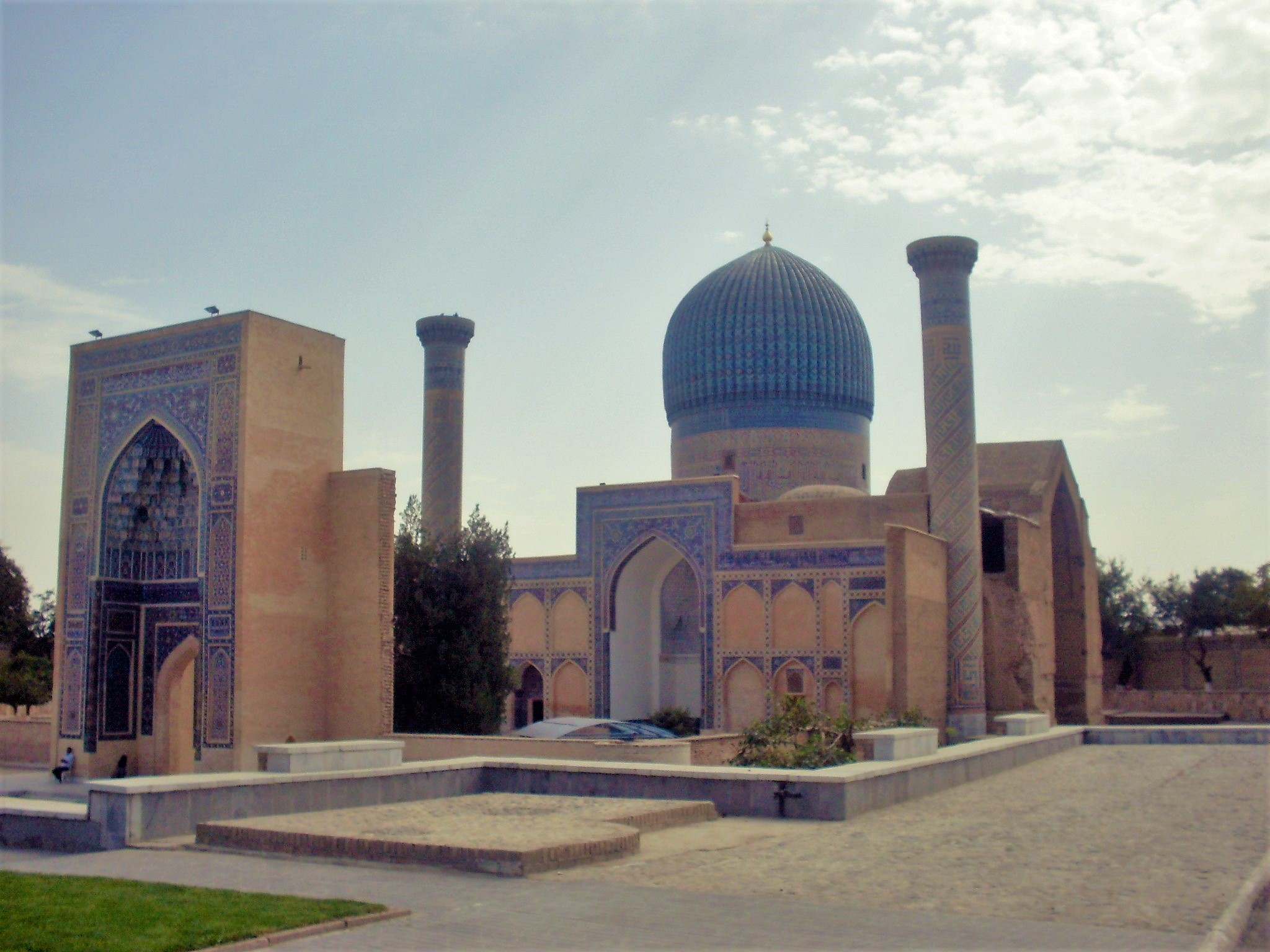
Мавзолей Гур-Емір

Самарканд (узб. Samarqand; тадж. Самарқанд; перс. سمرقند) — друге за величиною, після Ташкента, місто в Узбекистані, центр Самаркандського вілояту (області). Це місто — найбільше за значенням у центральній частині Шовкового шляху. Самарканд був визначним ісламським центром наукових досліджень. Мечеть Бібі-Ханим — найвідоміша пам'ятка міста. Регістан — стародавній центр міста — у 2001 році, на честь 2750-річчя міста, було внесено до Списку всесвітньої спадщини ЮНЕСКО.

## Етимологія
Є декілька теорій щодо походження назви Самарканд. Деякі джерела виводять її від давньоперського «асмара», що означає камінь або скелю, і согдіанського слова «канд» — форт або місто. Назва може також походити від перських слів «самар» (двір) та «канд» (шматочки цукру).

## Історія
Самарканд є одним з найдавніших існуючих досі міст у світі. Своїм процвітанням місто завдячує розташуванню на торговому шляху між Китаєм і Середземномор'ям (Шовковий шлях). Деякий час Самарканд був одним з найбільших міст Центральної Азії. Заснований близько 700 р. до н. е. персами, Самарканд був столицею Согдіанського сатрапа Ахеменідської династії під владою Персії, коли Олександр Македонський завоював його в 329 р. до н. е.. (див. Афросіаб, Согдіана). Самарканд був одним з головних центрів Перської цивілізації від її початку.
Незважаючи на перську мову регіону, він не був політично об'єднаним з Іраном між часів Олександра і до арабських завоювань. Греки називали Самарканд Мараканда. У 6-му столітті він був у складі Тюркського каганату.
На початку 8-го століття Самарканд потрапив під арабський контроль. Під владою Аббасидів, згідно з легендою, було отримано секрет виробництва паперу від двох китайських ув'язнених під час Таласької битви в 751 році, завдяки цьому перші виробництва паперу в ісламському світі засновані були в Самарканді. Винахід потім поширився на іншу частину ісламського світу, а звідти до Європи.
З 6-го до 13-го століття він був більший розміром і мав більшу кількість населення, ніж сучасний Самарканд, і контролювався Західно-Тюркським каганатом, арабами, перськими Саманідами, Караханідською державою, турками-сельджуками, Каракитаями і державою Хорезмшахів, що була потім захоплена монголами на чолі з Чингісханом у 1220 році. Невелика частина населення вижила, але Самарканд було зруйновано. Місто багато десятиліть не могло оговтатися від цієї руйнації.
У 1365 році відбулось сербедарське повстання проти монголів на чолі з Маулана-заде, Абу Бекр Келеві і Хурдак Бухарі.
1370 року Тимур Кульгавий, або Тамерлан, вирішив зробити Самарканд столицею своєї імперії, яка простяглася від Індії до Османської імперії. Протягом наступних 35 років він збудував нове місто і заселив його ремісниками і майстрами з усіх місць, що він завоював. Тимур здобув популярність як будівничий, і Самарканд став центром регіону Мавераннахр. У цей час місто мало населення близько 150 000 осіб.
У 16-му столітті Шейбаніди перенесли свою столицю в Бухару, і Самарканд занепав. Після нападу перського правителя Надир Шаха місто було спустошено в 1720 році.
З 1784 року Самарканд перебував під владою бухарського еміра.
Місто перейшло під російську владу після захоплення цитаделі військами під командуванням полковника Олександра Абрамова в 1868 році. Незабаром після цього невеликий російський гарнізон із 500 солдатів було оточено. Наступ, на чолі з Абдул Малік Туром, ворохобників старшого сина бухарського еміра і Шахрисабзького бека було відбито з важкими втратами. Абрамов став першим губернатором Військового округу, який був створений росіянами вздовж річки Зеравшан із Самаркандом як адміністративним центром. Російська частина міста була побудована після цього на захід від старого міста.
Самарканд пізніше став столицею Самаркандської області Російського Туркестану, і його значення зросло ще більше, коли Закаспійська (Середньоазійська) залізниця досягла міста в 1888 році. З 1925 року Самарканд став столицею Узбецької РСР. У 1930 році столицю перенесено в Ташкент.
На 1939 рік Самарканд мав населення 134 346 осіб.

## Головні пам'ятки
- Регістан («піщане місце» Регістан — одноймена пустеля на терені Ірану) — одне з найвідоміших місць Самарканду. У середні віки був центральним майданом міста. Наразі є архітектурно оформлений ансамбль з трьох масивних споруд — медресе:
  - Медресе Улугбека — західна будівля 1417. У ньому навчалося близько 100 студентів.
  - Медресе Тілля-Карі (перс. «позолочене») — центральна будова з однойменної мечеттю на території, 1660 рік
  - Медресе Шердор (перс. «з тиграми на дверях») — східна будівля, 1636 р.
- городище Афросіаб
- залишки Обсерваторії Улугбека
- Мавзолей Гур Емір
- Мечеть Бібі-Ханим
- Ансамбль Мавзолеїв Шохі Зинда
- Музей історії Самарканду «Афрасіаб»
- Мечеть Хазрат-Хізр
- Мавзолей Ходжа Донійор
- Обсерваторія Улугбека
- Меморіальний музей Улугбека[ru]
- Мечеть Ходжа Зіемурод
- Мавзолей Бібі Ханум[ru]
- Мечеть Кук
- Чорсу (Самарканд)
- Мавзолей Абу Мансура Матуріді
- Мавзолей Рухабад
- Мавзолей Аксарай
- Мечеть Ходжа Нісбатдор
- Абді-Дарун[ru]
- Ішратхона
- Мечеть Намазгох
- Руїни Куксарай (колишній палац Тимура)[ru]

## Населення
| 1370    | 1897   | 1939    | 1979    | 1989    | 2008    | 2013    | 2014    | 2015    |
| ------- | ------ | ------- | ------- | ------- | ------- | ------- | ------- | ------- |
| 150 000 | 55 100 | 136 000 | 367 000 | 373 400 | 436 300 | 504 423 | 509 000 | 504 423 |

Основний національний склад: узбеки, таджики, росіяни, українці, перси.

## Транспорт
На півночі міста розташовано аеропорт.
Залізнична станція розташована на Закаспійській залізниці і відкрита в травні 1888 року. У 2000-ні роки зі станції Самарканд у напрямку до Ташкента був організований фірмовий пасажирський потяг «Регістан», максимальна швидкість якого складає 160 км/год. У 2011 році була відкрита перша в Середній Азії високошвидкісна залізниця Ташкент — Самарканд. Потягом даної високошвидкісний дороги є Afrosiyob (модифікація Talgo 250), максимальна швидкість якого складає 250 км/год. У вересні 2015 року дана швидкісна залізниця продовжена до міста Карші. У планах є продовження цієї швидкісної залізниці до Бухари.
Провідним громадським транспортом є маршрутні таксі та муніципальні автобуси.
З листопада 1924 року по 1930 рік, в Самарканді курсував паровий трамвай. У травні 1947 року в місті було відкрито Самаркандський трамвай, який функціонував до серпня 1973 року. У 1957 році в Самарканді з'явилася тролейбусна мережа яка функціонувала до 2005 року. 15 квітня 2017 відкрився рух на першій лінії відродженого Самаркандського трамвая.

## Клімат
| Клімат Самарканд (1981–2010)               | Клімат Самарканд (1981–2010) | Клімат Самарканд (1981–2010) | Клімат Самарканд (1981–2010) | Клімат Самарканд (1981–2010) | Клімат Самарканд (1981–2010) | Клімат Самарканд (1981–2010) | Клімат Самарканд (1981–2010) | Клімат Самарканд (1981–2010) | Клімат Самарканд (1981–2010) | Клімат Самарканд (1981–2010) | Клімат Самарканд (1981–2010) | Клімат Самарканд (1981–2010) | Клімат Самарканд (1981–2010) |
| Показник                                   | Січ.                         | Лют.                         | Бер.                         | Квіт.                        | Трав.                        | Черв.                        | Лип.                         | Серп.                        | Вер.                         | Жовт.                        | Лист.                        | Груд.                        | Рік                          |
| Абсолютний максимум, °C                    | 23,2                         | 26,7                         | 31,7                         | 36,2                         | 39,5                         | 41,4                         | 42,4                         | 41,0                         | 38,6                         | 35,2                         | 29,9                         | 27,5                         | 42,4                         |
| Середній максимум, °C                      | 6,8                          | 9,1                          | 14,2                         | 21,1                         | 26,4                         | 32,2                         | 34,1                         | 32,9                         | 28,3                         | 21,6                         | 15,3                         | 9,1                          | 20,9                         |
| Середня температура, °C                    | 1,9                          | 3,6                          | 8,5                          | 14,9                         | 19,8                         | 25,0                         | 26,7                         | 25,2                         | 20,1                         | 13,6                         | 8,4                          | 3,8                          | 14,3                         |
| Середній мінімум, °C                       | −1,7                         | −0,5                         | 4,0                          | 9,4                          | 13,5                         | 17,4                         | 18,9                         | 17,4                         | 12,7                         | 7,2                          | 3,4                          | −0,2                         | 8,5                          |
| Абсолютний мінімум, °C                     | −25,4                        | −22                          | −14,9                        | −6,8                         | −1,3                         | 4,8                          | 8,6                          | 5,9                          | 0,0                          | −6,4                         | −18,1                        | −22,8                        | −25,4                        |
| Середня кількість сонячних годин на місяць | 132,9                        | 130,9                        | 169,3                        | 219,3                        | 315,9                        | 376,8                        | 397,7                        | 362,3                        | 310,1                        | 234,3                        | 173,3                        | 130,3                        | 2953,1                       |
| Норма опадів, мм                           | 41                           | 46                           | 69                           | 60                           | 36                           | 6                            | 4                            | 1                            | 4                            | 17                           | 34                           | 47                           | 365                          |
| Днів з дощем                               | 8                            | 10                           | 13                           | 11                           | 9                            | 3                            | 2                            | 1                            | 2                            | 6                            | 8                            | 9                            | 82                           |
| Днів зі снігом                             | 9                            | 7                            | 3                            | 0,3                          | 0,1                          | 0                            | 0                            | 0                            | 0                            | 0,3                          | 2                            | 6                            | 28                           |
| Вологість повітря, %                       | 76                           | 74                           | 70                           | 63                           | 54                           | 42                           | 42                           | 43                           | 47                           | 59                           | 68                           | 74                           | 59                           |
| ------------------------------------------ | ---------------------------- | ---------------------------- | ---------------------------- | ---------------------------- | ---------------------------- | ---------------------------- | ---------------------------- | ---------------------------- | ---------------------------- | ---------------------------- | ---------------------------- | ---------------------------- | ---------------------------- |

## Відомі люди
- Амогхаваджра (705—774) — буддистський місіонер та перекладач часів династії Тан;
- Балтер Борис Ісакович (1919—1974) — російський письменник, прозаїк;
- Полюхов Микола Іванович — український і молдовський кінознавець;
- Оглоблін Олександр Олексійович — аргентинський ентомолог;
- Скибін Рустем Володимирович — кримськотатарський кераміст[17];
- Триндін Олексій Павлович (1980—2022) — штаб-сержант Збройних Сил України, учасник російсько-української війни;
- Усеїнов Рамзан Еннанович (1949) — кримськотатарський художник;
- Фірсова Джемма Сергіївна (1935—2012) — радянська та російська акторка, режисер.

## Галерея

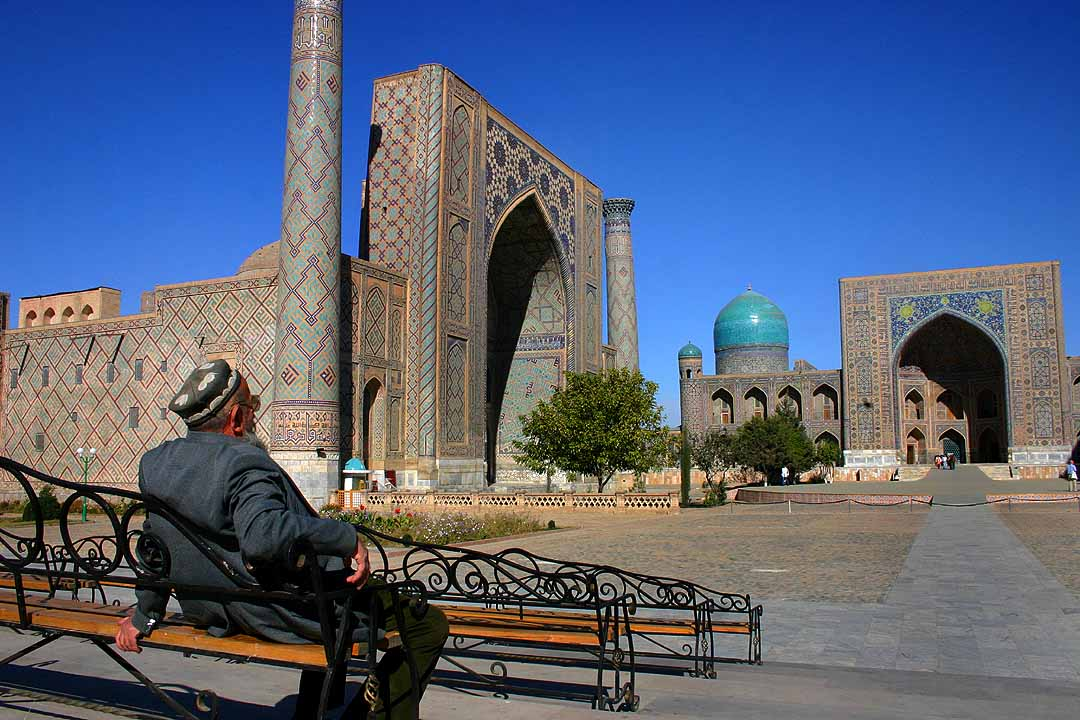
Регістан
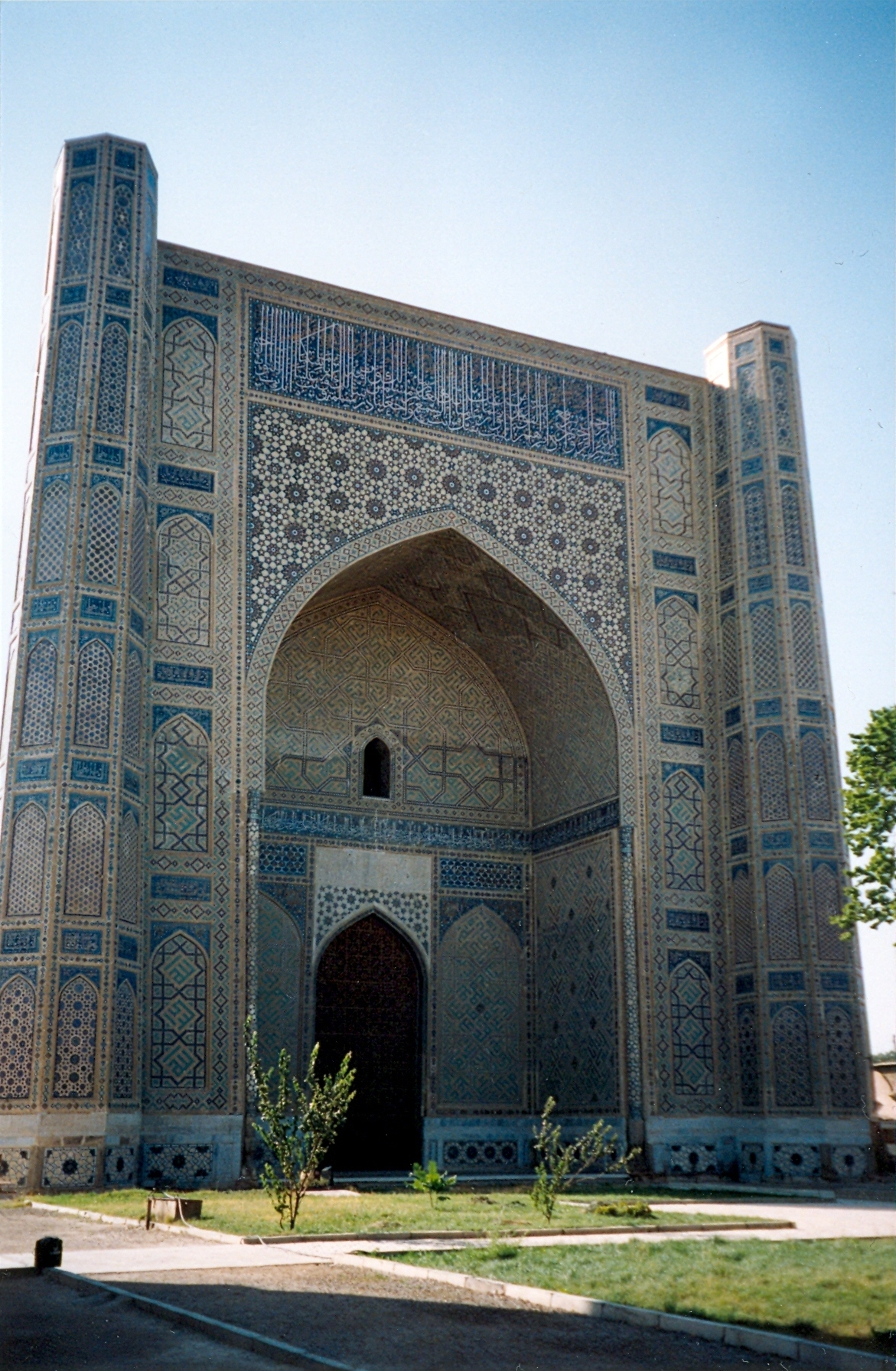
Фасад мечеті Бібі Ханум
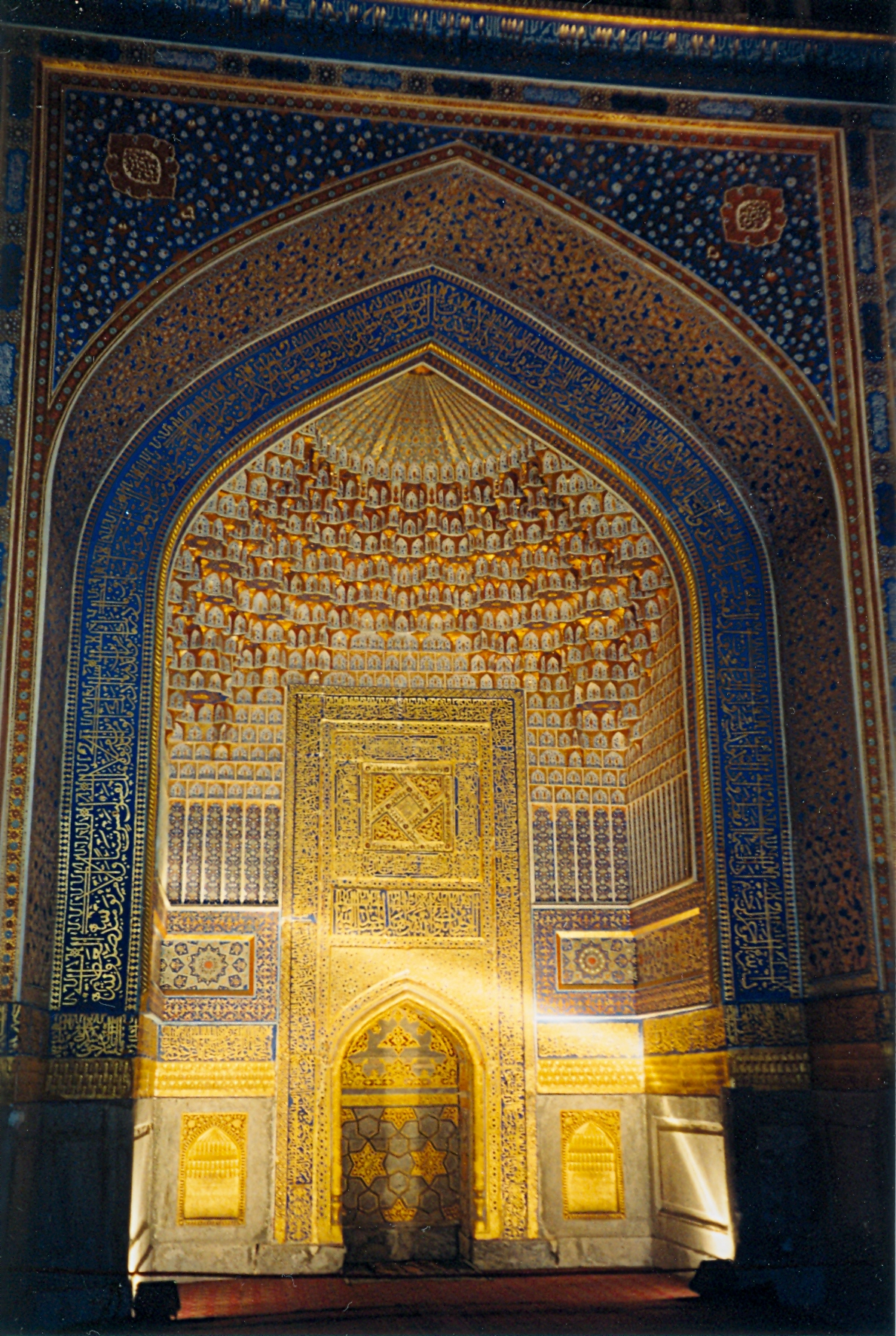
Декорації всередині Медресе Тилля-Карі
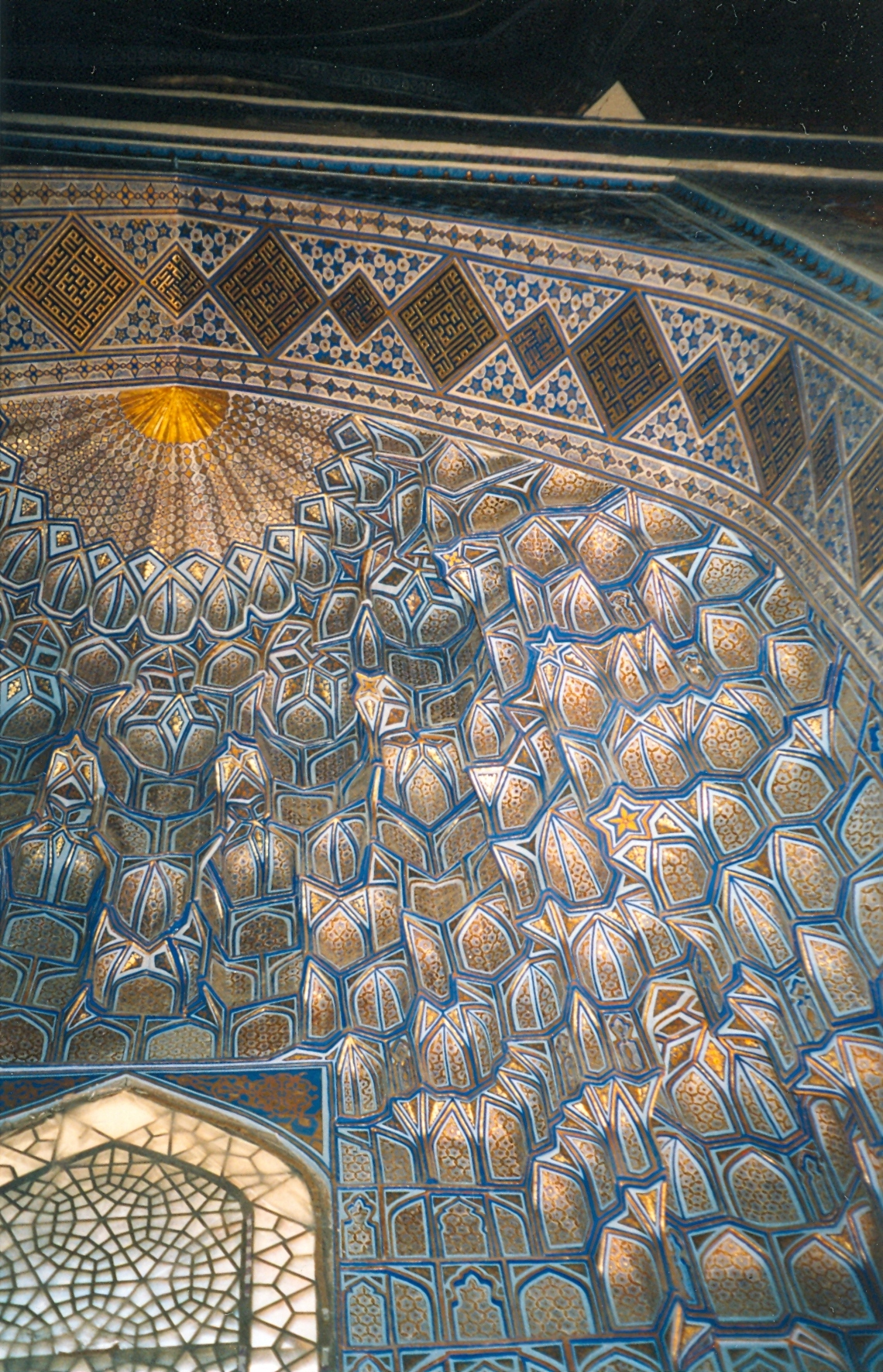
Декорації всередині Гур-Емір е
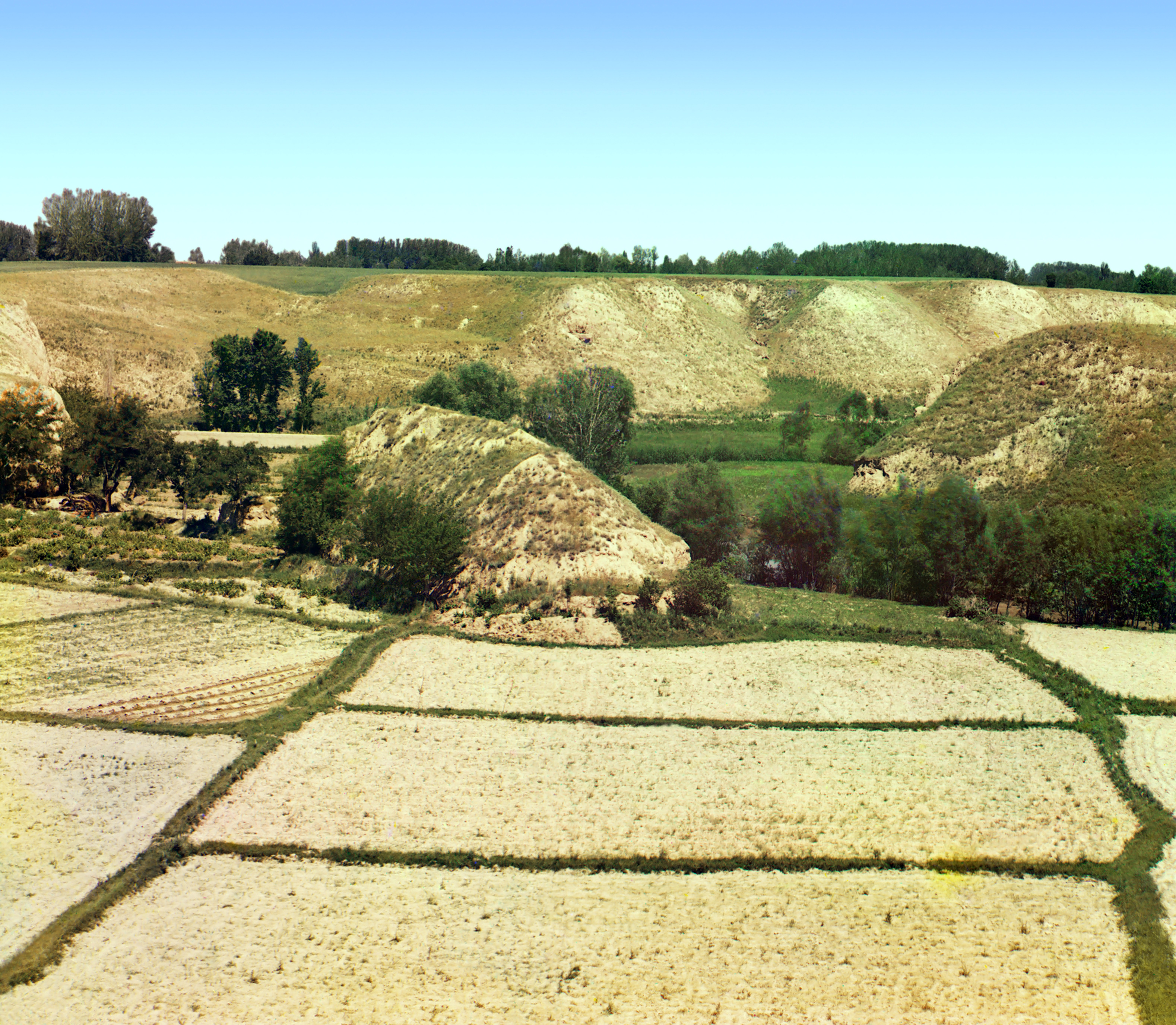
Лани біля Самарканду
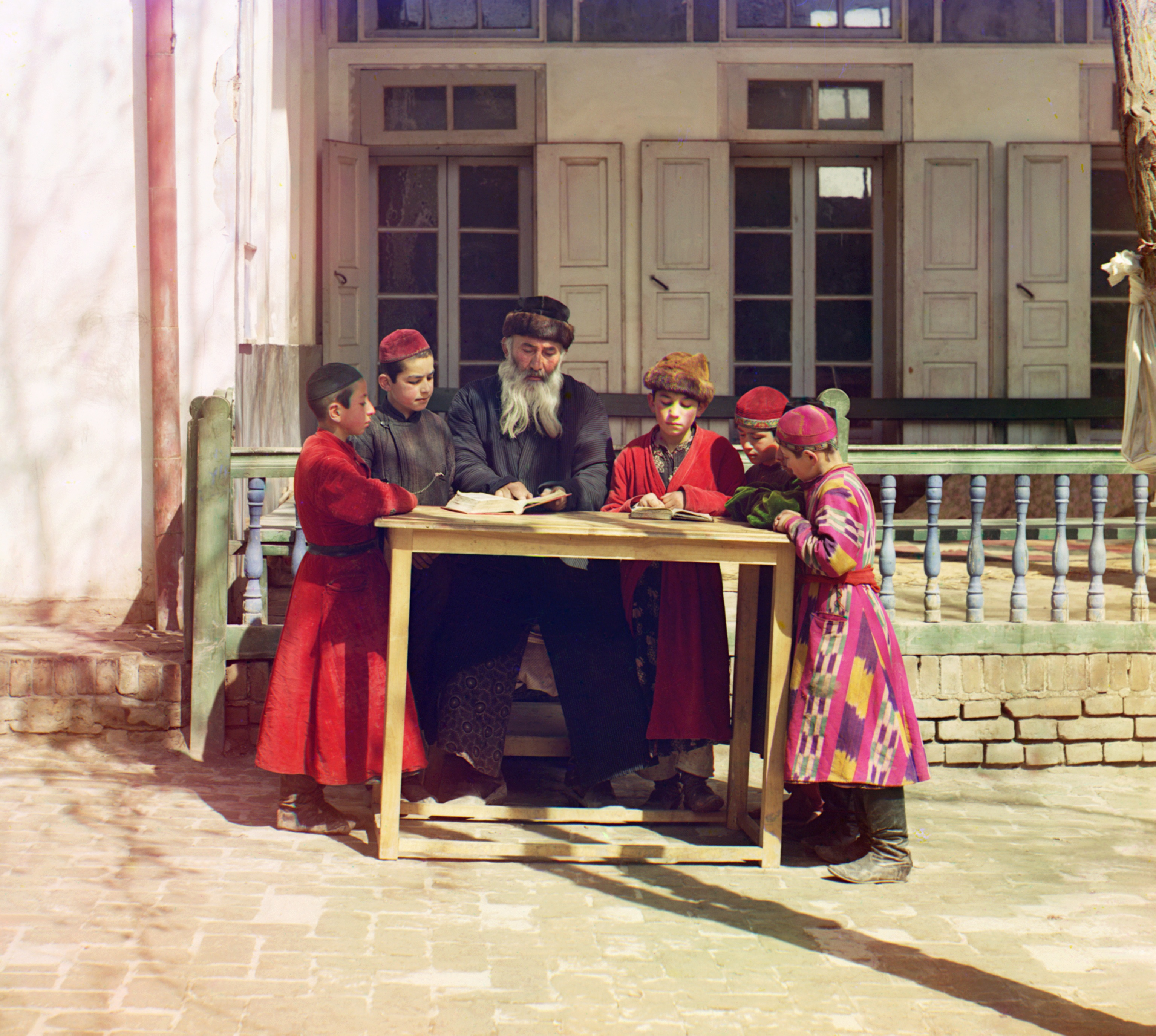
Єврейські діти з вчителем у Самарканді, 1915
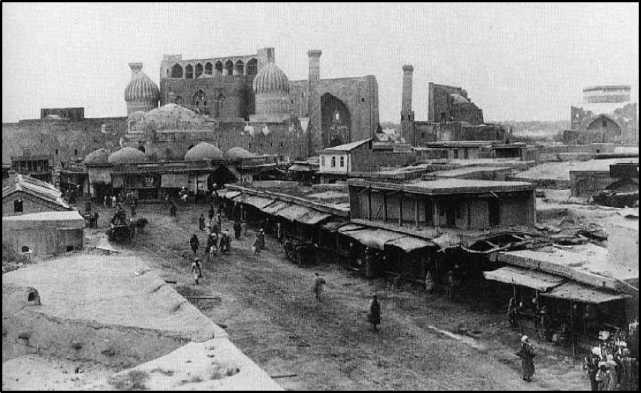
Старий Самарканд (1913)